# Partición de Irlanda

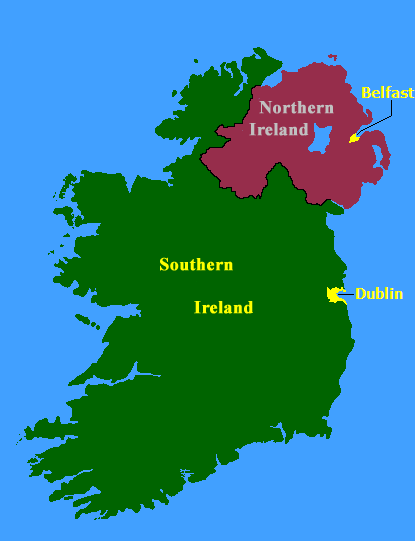
Irlanda del Norte, en el norte y el Estado Libre Irlandés al sur.

La Partición de Irlanda tuvo lugar en mayo de 1921 tras la promulgación del Acta del Gobierno de Irlanda en diciembre de 1920, y fue aceptada en la ratificación del Tratado anglo-irlandés en enero de 1922, que finalizó con la guerra de Independencia irlandesa.
La partición creó dos territorios en la isla de Irlanda. Irlanda del Norte, la cual siguió formando parte del Reino Unido, y el Estado Libre Irlandés, el cual durante esa etapa era parte del Dominio británico, para luego convertirse en la República de Irlanda.